# Bauer Gear Motor
Bauer Gear Motor — немецкая машиностроительная компания, производитель мотор-редукторов и коробок передач.
Компания Bauer Gear Motor основана в 2011 году, когда Altra Holdings приобрела компанию Danfoss Bauer, которая была создана в 1999 году в результате слияния производителя мотор-редукторов передач Eberhard Bauer и датской группы Danfoss.

## История
В 1927 году Вильгельм Бауэр основал в Эслингене-на-Неккаре завод по производству электродвигателей. Он разработал мотор-редуктор, соединение между быстро вращающимся электродвигателем и коробкой передач. До этого приходилось работать с редукторами для приводов с низкой скоростью вращения.
В 1936 году компания перешла к Эберхарду Бауэру, сыну основателя. После Второй мировой войны компания пережила стремительный рост. В 1947 году открыт первый из 21 представительства за пределами Германии. Три года спустя компания переехала в (Плинзауворштадт) на окраине Эсслингена. Вместе с этим начато серийное производство. С конца 1950-х годов Bauer также расширила свою деятельность за рубежом: к 1987 году было основано 11 дочерних компаний.
В 1962 году Bauer приобрела небольшой завод по производству двигателей в Мюнхене, который в 1971 году был переведён в промышленный парк в Унтершлайсхайме. Из-за ценового давления конкурентов сборка были выведена за пределы Германии с начала 1970-х годов. После смерти Эберхарда Бауэра в 1984 году управление компанией взял на себя внук основателя.
В 1999 году компания объединилась с датской промышленной группой Danfoss и получила новое имя Danfoss Bauer. Компания являлась одной из ведущих международных компаний в секторе производства мотор-редукторов. Помимо головного офиса в Эсслингене, Danfoss Bauer имеет производственные мощности в Унтершлайсхайме около Мюнхена (Германия) и в Злате-Моравце (Словакия); всего работает около 1000 человек.
В апреле 2009 года руководство компании объявило о закрытии завода в Унтершлайсхайме со 135 сотрудниками, так как заказы упали более чем на 40 %. В конце 2009 года производство было переведено на завод в Злате Моравце. Исторические здания компании были снесены в 2011 году. В мае 2011 года Danfoss объявила в пресс-релизе, что Danfoss Bauer была выкуплена у Danfoss компанией Altra Holdings. Теперь бывшая Danfoss Bauer работает под новым названием Bauer Gear Motor.
С июля 2014 года по май 2015 года завод в Эсслингене был реконструирован. Построено новое двухэтажное офисное здание, а площадь производственного цеха, построенного в 2000 году, увеличена вдвое. 5 мая 2015 года состоялось торжественное открытие обновлённого цеха.